# Garaeus apicatus
Garaeus apicatus là một loài bướm đêm trong họ Geometridae.